# Langstaarttroepiaal
De langstaarttroepiaal (Quiscalus mexicanus) is een zangvogel uit de familie Icteridae (troepialen).

## Verspreiding en leefgebied
Deze soort telt 8 ondersoorten:
- Q. m. nelsoni: de zuidwestelijke Verenigde Staten en noordwestelijk Mexico.
- Q. m. graysoni: westelijk Mexico.
- Q. m. obscurus: zuidwestelijk Mexico.
- Q. m. monsoni: van de westelijk-centrale Verenigde Staten tot het noordelijke deel van Centraal-Mexico.
- Q. m. prosopidicola: van de centrale en zuidelijk-centrale Verenigde Staten tot noordoostelijk Mexico.
- Q. m. mexicanus: van centraal Mexico tot Nicaragua.
- Q. m. loweryi: Yucatán (zuidoostelijk Mexico), Belize en de nabijgelegen eilanden.
- Q. m. peruvianus: van Costa Rica tot Peru en Venezuela.